# 中国历史文化名镇
中国历史文化名镇，是由中华人民共和国建设部和国家文物局共同评定的，保存文物特别丰富且具有重大历史价值或纪念意义，能较完整地反映一些历史时期的传统风貌和地方民族特色的镇。和中国历史文化名村一起公布。
- 第一批，2003年10月8日公布，共10个[1]；
- 第二批，2005年9月16日公布，共34个[2]；
- 第三批，2007年5月31日公布，共41个[3]；
- 第四批，2008年10月14日公布，共58个[4]；
- 第五批，2010年7月22日公布，共38个[5]；
- 第六批，2014年2月19日公布，共71个[6]；
- 第七批，2019年1月21日公布，共60个[7]。

## 评选条件与标准
评选条件和评定标准依据建设部和国家文物局2003年10月8日发布的《中国历史文化名镇（村）评选办法》，主要内容：
- 历史价值与风貌特色：建筑遗产、文物古迹和传统文化比较集中，能较完整地反映某一历史时期的传统风貌、地方特色和民族风情，具有较高的历史、文化、艺术和科学价值，现存有清代以前建造或在中国革命历史中有重大影响的成片历史传统建筑群、纪念物、遗址等，基本风貌保持完好。
- 原状保存程度：镇内历史传统建筑群、建筑物及其建筑细部乃至周边环境基本上原貌保存完好；或因年代久远，原建筑群、建筑物及其周边环境虽曾倒塌破坏，但已按原貌整修恢复；或原建筑群及其周边环境虽部分倒塌破坏，但“骨架”尚存，部分建筑细部亦保存完好，依据保存实物的结构、构造和样式可以整体修复原貌。
- 现状具有一定规模：镇的总现存历史传统建筑的建筑面积须在5000平方米以上。
- 已编制了科学合理的村镇总体规划；设置了有效的管理机构，配备了专业人员，有专门的保护资金。

## 列表
省名面括号里的数字表示数量。镇名后的数字表示入选批次。

### 北京市（1）
- 密云区古北口镇（4）

### 天津市（1）
- 西青区杨柳青镇（4）

### 河北省（8）
- 蔚县暖泉镇（2）
- 邯郸市永年区广府镇（3）
- 邯郸市峰峰矿区大社镇（4）
- 井陉县天长镇（4）
- 涉县固新镇（5）
- 武安市冶陶镇（5）
- 武安市伯延镇（6）
- 蔚县代王城镇（6）

### 山西省（15）
- 灵石县静升镇（1）
- 临县碛口镇（2）
- 襄汾县汾城镇（3）
- 平定县娘子关镇（3）
- 泽州县大阳镇（4）
- 天镇县新平堡镇（5）
- 阳城县润城镇（5）
- 泽州县周村镇（6）
- 长治市荫城镇（7）
- 阳城县横河镇（7）
- 泽州县高都镇（7）
- 寿阳县宗艾镇（7）
- 曲沃县曲村镇（7）
- 翼城县西闫镇（7）
- 汾阳市杏花村镇（7）

### 内蒙古自治区（5）
- 喀喇沁旗王爷府镇（4）
- 多伦县多伦淖尔镇（4）
- 丰镇市隆盛庄镇（6）
- 库伦旗库伦镇（6）
- 牙克石市博克图镇（7）

### 辽宁省（4）
- 新宾满族自治县永陵镇（2）
- 海城市牛庄镇（4）
- 东港市孤山镇（6）
- 绥中县前所镇（6）

### 吉林省（2）
- 四平市铁东区叶赫镇（4）
- 吉林市龙潭区乌拉街镇（4）

### 黑龙江省（2）
- 海林市横道河子镇（3）
- 黑河市瑷珲镇（4）

### 上海市（11）
- 金山区枫泾镇（2）
- 青浦区朱家角镇（3）
- 浦东新区新场镇（4）
- 嘉定区嘉定镇（4）
- 嘉定区南翔镇（5）
- 浦东新区高桥镇（5）
- 青浦区练塘镇（5）
- 金山区张堰镇（5）
- 青浦区金泽镇（6）
- 浦东新区川沙新镇（6）
- 宝山区罗店镇（7）

### 江苏省（31）
- 昆山市周庄镇（1）
- 苏州市吴江区同里镇（1）
- 苏州市吴中区甪直镇（1）
- 苏州市吴中区木渎镇（2）
- 太仓市沙溪镇（2）
- 姜堰市溱潼镇（2）
- 泰兴市黄桥镇（2）
- 南京市高淳区淳溪镇（3）
- 昆山市千灯镇（3）
- 东台市安丰镇（3）
- 昆山市锦溪镇（4）
- 扬州市江都区邵伯镇（4）
- 海门市余东镇（4）
- 常熟市沙家浜镇（4）
- 苏州市吴中区东山镇（5）
- 无锡市锡山区荡口镇（5）
- 兴化市沙沟镇（5）
- 江阴市长泾镇（5）
- 张家港市凤凰镇（5）
- 苏州市吴江区黎里镇（6）
- 苏州市吴江区震泽镇（6）
- 东台市富安镇（6）
- 扬州市江都区大桥镇（6）
- 常州市新北区孟河镇（6）
- 宜兴市周铁镇（6）
- 如东县栟茶镇（6）
- 常熟市古里镇（6）
- 苏州市吴中区光福镇（7）
- 昆山市巴城镇（7）
- 高邮市界首镇（7）
- 高邮市临泽镇（7）

### 浙江省（27）
- 嘉善县西塘镇（1）
- 桐乡市乌镇（1）
- 湖州市南浔区南浔镇（2）
- 绍兴市柯桥区安昌镇（2）
- 宁波市江北区慈城镇（2）
- 象山县石浦镇（2）
- 绍兴市越城区东浦镇（3）
- 宁海县前童镇（3）
- 义乌市佛堂镇（3）
- 江山市廿八都镇（3）
- 仙居县皤滩镇（4）
- 永嘉县岩头镇（4）
- 杭州市富阳区龙门镇（4）
- 德清县新市镇（4）
- 景宁畲族自治县鹤溪镇（5）
- 海宁市盐官镇（5）
- 嵊州市崇仁镇（6）
- 永康市芝英镇（6）
- 松阳县西屏镇（6）
- 岱山县东沙镇（6）
- 慈溪市观海卫镇（7）
- 平阳县顺溪镇（7）
- 湖州市南浔区双林镇（7）
- 湖州市南浔区菱湖镇（7）
- 诸暨市枫桥镇（7）
- 临海市桃渚镇（7）
- 龙泉市住龙镇（7）

### 安徽省（11）
- 肥西县三河镇（3）
- 六安市金安区毛坦厂镇（3）
- 歙县许村镇（4）
- 休宁县万安镇（4）
- 宣城市宣州区水东镇（4）
- 泾县桃花潭镇（6）
- 黄山市徽州区西溪南镇（6）
- 铜陵市郊区大通镇（6）
- 六安市裕安区苏埠镇（7）
- 东至县东流镇（7）
- 青阳县陵阳镇（7）

### 福建省（19）
- 上杭县古田镇（1）
- 邵武市和平镇（2）
- 永泰县嵩口镇（4）
- 宁德市蕉城区霍童镇（5）
- 平和县九峰镇（5）
- 武夷山市五夫镇（5）
- 顺昌县元坑镇（5）
- 永定县湖坑镇（6）
- 武平县中山镇（6）
- 安溪县湖头镇（6）
- 古田县杉洋镇（6）
- 屏南县双溪镇（6）
- 宁化县石壁镇（6）
- 永安市贡川镇（7）
- 晋江市安海镇（7）
- 永春县岵山镇（7）
- 南靖县梅林镇（7）
- 宁德市蕉城区洋中镇（7）
- 宁德市蕉城区三都镇（7）

### 江西省（13）
- 浮梁县瑶里镇（2）
- 鹰潭市龙虎山风景区上清镇（3）
- 横峰县葛源镇（4）
- 吉安市青原区富田镇（5）
- 萍乡市安源区安源镇（6）
- 铅山县河口镇（6）
- 广昌县驿前镇（6）
- 金溪县浒湾镇（6）
- 吉安县永和镇（6）
- 铅山县石塘镇（6）
- 修水县山口镇（7）
- 贵溪市塘湾镇（7）
- 樟树市临江镇（7）

### 山东省（4）
- 桓台县新城镇（4）
- 微山县南阳镇（6）
- 淄博市周村区王村镇（7）
- 泰安市岱岳区大汶口镇（7）

### 河南省（10）
- 禹州市神垕镇（2）
- 淅川县荆紫关镇（2）
- 社旗县赊店镇（3）
- 开封县朱仙镇（4）
- 郑州市惠济区古荥镇（4）
- 确山县竹沟镇（4）
- 郏县冢头镇（5）
- 遂平县嵖岈山镇（6）
- 滑县道口镇（6）
- 光山县白雀园镇（6）

### 湖北省（13）
- 监利市周老嘴镇（2）
- 红安县七里坪镇（2）
- 洪湖市瞿家湾镇（3）
- 监利市程集镇（3）
- 郧西县上津镇（3）
- 咸宁市汀泗桥镇（4）
- 阳新县龙港镇（4）
- 宜都市枝城镇（4）
- 潜江市熊口镇（5）
- 钟祥市石牌镇（6）
- 随县安居镇（6）
- 麻城市歧亭镇（6）
- 当阳市淯溪镇（7）

### 湖南省（10）
- 龙山县里耶镇（2）
- 望城县靖港镇（4）
- 永顺县芙蓉镇（4）
- 绥宁县寨市镇（5）
- 泸溪县浦市镇（5）
- 洞口县高沙镇（6）
- 花垣县边城镇（6）
- 浏阳市文家市镇（7）
- 临湘市聂市镇（7）
- 东安县芦洪市镇（7）

### 广东省（15）
- 广州市番禺区沙湾镇（2）
- 吴川市吴阳镇（2）
- 开平市赤坎镇（3）
- 珠海市唐家湾镇（3）
- 陆丰市碣石镇（3）
- 东莞市石龙镇（4）
- 惠州市惠阳区秋长镇（4）
- 普宁市洪阳镇（4）
- 中山市黄圃镇（5）
- 大埔县百侯镇（5）
- 珠海市斗门区斗门镇（6）
- 佛山市南海区西樵镇（6）
- 梅县松口镇（6）
- 大埔县茶阳镇（6）
- 大埔县三河镇（6）

### 广西壮族自治区（9）
- 灵川县大圩镇（2）
- 昭平县黄姚镇（3）
- 阳朔县兴坪镇（3）
- 兴安县界首镇（6）
- 恭城瑶族自治县恭城镇（6）
- 贺州市八步区贺街镇（6）
- 鹿寨县中渡镇（6）
- 阳朔县福利镇（7）
- 防城港市防城区那良镇（7）

### 海南省（4）
- 三亚市崖城镇（3）
- 儋州市中和镇（4）
- 文昌市铺前镇（4）
- 定安县定城镇（4）

### 重庆市（23）
- 合川县涞滩镇（1）
- 石柱县西沱镇（1）
- 潼南县双江镇（1）
- 渝北区龙兴镇（2）
- 江津市中山镇（2）
- 酉阳土家族苗族自治县龙潭镇（2）
- 北碚区金刀峡镇（3）
- 江津市塘河镇（3）
- 綦江区东溪镇（3）
- 九龙坡区走马镇（4）
- 巴南区丰盛镇（4）
- 铜梁县安居镇（4）
- 永川区松溉镇（4）
- 荣昌县路孔镇（5）
- 江津区白沙镇（5）
- 巫溪县宁厂镇（5）
- 开县温泉镇（6）
- 黔江区濯水镇（6）
- 万州区罗田镇（7）
- 涪陵区青羊镇（7）
- 江津区吴滩镇（7）
- 江津区石蟆镇（7）
- 酉阳土家族苗族自治县龚滩镇（7）

### 四川省（31）
- 邛崃市平乐镇（2）
- 大邑县安仁镇（2）
- 阆中市老观镇（2）
- 宜宾市翠屏区李庄镇（2）
- 双流县黄龙溪镇（3）
- 自贡市沿滩区仙市镇（3）
- 合江县尧坝镇（3）
- 古蔺县太平镇（3）
- 巴中市巴州区恩阳镇（4）
- 成都市龙泉驿区洛带镇（4）
- 大邑县新场镇（4）
- 广元市元坝区昭化镇（4）
- 合江县福宝镇（4）
- 资中县罗泉镇（4）
- 屏山县龙华镇（5）
- 富顺县赵化镇（5）
- 犍为县清溪镇（5）
- 自贡市贡井区艾叶镇（6）
- 自贡市大安区牛佛镇（6）
- 平昌县白衣镇（6）
- 古蔺县二郎镇（6）
- 金堂县五凤镇（6）
- 宜宾县横江镇（6）
- 隆昌县云顶镇（6）
- 崇州市元通镇（7）
- 自贡市大安区三多寨镇（7）
- 三台县郪江镇（7）
- 洪雅县柳江镇（7）
- 达州市达川区石桥镇（7）
- 雅安市雨城区上里镇（7）
- 通江县毛浴镇（7）

### 贵州省（8）
- 贵阳市花溪区青岩镇（2）
- 习水县土城镇（2）
- 黄平县旧州镇（3）
- 雷山县西江镇（3）
- 安顺市西秀区旧州镇（4）
- 平坝县天龙镇（4）
- 赤水市大同镇（6）
- 松桃苗族自治县寨英镇（6）

### 云南省（11）
- 禄丰县黑井镇（2）
- 剑川县沙溪镇（3）
- 腾冲县和顺镇（3）
- 孟连县娜允镇（4）
- 宾川县州城镇（5）
- 洱源县凤羽镇（5）
- 蒙自县新安所镇（5）
- 通海县河西镇（7）
- 凤庆县鲁史镇（7）
- 姚安县光禄镇（7）
- 文山市平坝镇（7）

### 西藏自治区（5）
- 乃东县昌珠镇（3）
- 萨迦县萨迦镇[註 1]（4）
- 定结县陈塘镇（7）
- 贡嘎县杰德秀镇（7）
- 札达县托林镇（7）

### 陕西省（7）
- 铜川市印台区陈炉镇（4）
- 宁强县青木川镇（5）
- 柞水县凤凰镇（5）
- 神木县高家堡镇（6）
- 旬阳县蜀河镇（6）
- 石泉县熨斗镇（6）
- 澄城县尧头镇（6）

### 甘肃省（8）
- 宕昌县哈达铺镇（2）
- 榆中县青城镇（3）
- 永登县连城镇（3）
- 古浪县大靖镇（3）
- 秦安县陇城镇（4）
- 临潭县新城镇（4）
- 榆中县金崖镇（5）
- 永登县红城镇（7）

### 青海省（1）
- 循化撒拉族自治县街子镇（6）

### 新疆维吾尔自治区（3）
- 鄯善县鲁克沁镇（2）
- 霍城县惠远镇（3）
- 富蕴县可可托海镇（6）